# Houssayanthus monogynus
Houssayanthus monogynus är en kinesträdsväxtart som först beskrevs av Johann Centurius von Hoffmannsegg och Schlechtendal, och fick sitt nu gällande namn av M.S. Ferrucci. Houssayanthus monogynus ingår i släktet Houssayanthus och familjen kinesträdsväxter. Inga underarter finns listade i Catalogue of Life.